# Alvarado (municipalité)
La municipalité d'Alvarado est l'une des 212 municipalités de l'État de Veracruz, et est située dans la partie sud-est de cet État, au Mexique. Celle-ci se trouve sur le littoral du golfe du Mexique, dans la plaine côtière, et fait partie du bassin du fleuve Río Papaloapan, dont elle comprend l'embouchure. Son chef-lieu est la ville éponyme d'Alvarado. Cette municipalité dépend de la région administrative de Papaloapan, qui une des 10 subdivisions administratives de l'État de Veracruz.

## Toponymie
La municipalité doit son nom au conquistador espagnol Pedro de Alvarado, qui participa à la conquête du Mexique aux côtés d'Hernán Cortés, à partir de 1518.

## Géographie

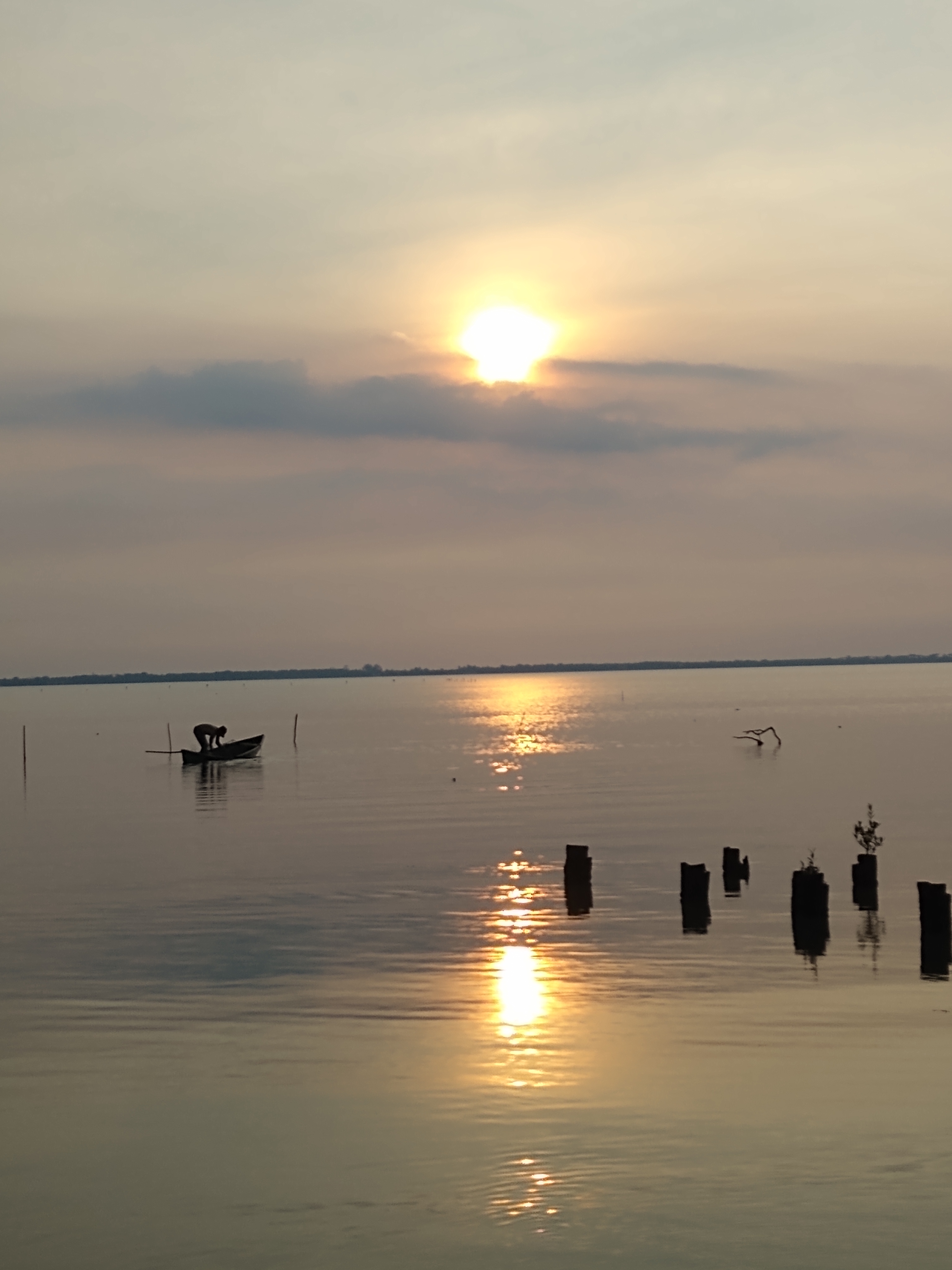
La lagune d'Alvarado

La municipalité d'Alvarado s'étend du sud-est au nord-ouest le long du golfe du Mexique, et se trouve sur l'embouchure du fleuve Río Papaloapan, qui se jette d'abord dans la lagune d'Alvarado, qu'un cordon littoral sépare de la mer. La lagune d'Alvarado communique avec de nombreux lacs et lagunes, tels que la lagune de la Camaronera à l'ouest, ou le lac de Tlalixcoyan au sud-ouest. À l'arrière de la lagune d'Alvaro s'étend également une vaste zone humide. Enfin, aux confins nord-ouest de la municipalité, se trouvent deux autres lacs : Mandinga et la Redonda, à proximité de l'embouchure du fleuve Río Jamapa. Le chef-lieu de la municipalité est la ville éponyme d'Alvarado, qui se trouve dans l'embouchure du fleuve Río Papaloapan, et donne en même temps sur la lagune d'Alvarado. Son territoire occupe une superficie de 825,8 km2, et était peuplé en 2020 de 57 035 habitants, pour une densité de 69,1 km2.
Elle fait administrativement partie de la Zona metropolitana de Veracruz (es), qui regroupe les municipalités de Alvarado, Boca del Río, Jamapa, Manlio F. Altamirano, Medellín et Veracruz, pour une population totale de 939 046 habitants.
Elle est limitrophe à l'ouest de la municipalité de Boca del Río, au sud des municipalités de Medellín, Tlalixcoyan, Ignacio de la Llave, Ixmatlahuacan, Acula et Tlacotalpan, et à l'est de celle de Lerdo de Tejada.

## Composition et démographie
La municipalité était composée en 2020 de 216 localités, dont 2 étaient considérées comme urbaines, les autres étant rurales.
| Localité            | Population |
| ------------------- | ---------- |
| Alvarado            | 20 797     |
| Antón Lizardo       | 6284       |
| Lomas del Sol       | 2177       |
| Playas del Conchal  | 1889       |
| Paso Nacional       | 1828       |
| Reste des localités | 24 060     |
| Total population    | 57 035     |

En plus de l'espagnol, plusieurs langues amérindiennes sont parlées dans la municipalité, dont les principales sont par ordre d'importance : zapotèque, le nahuatl, le totonaque, le maya, et le lacandón.

## Histoire
Durant la période précolombienne, le territoire se situe au carrefour des influences olmèques et totonaques.

## Économie

### Agriculture et élevage
La superficie des parcelles semées représentait en 2019 une surface totale de 2419 hectares, parmi lesquels 930 hectares étaient des espaces de prairies voués au pâturage, 514 hectares étaient voués à la culture du maïs, et 467 hectares voués à la culture de la pastèque.
En 2019, la production de viande par tonnes comprenait 4799,3 tonnes de viande bovine, 496 tonnes de viande porcine, 10,5 tonnes de viande ovine, 3 tonnes de viande caprine, 438 tonnes de volailles, et 8,3 tonnes de dinde. La superficie vouée à l'élevage représentait alors 40 463 hectares.

### Infrastructures portuaires

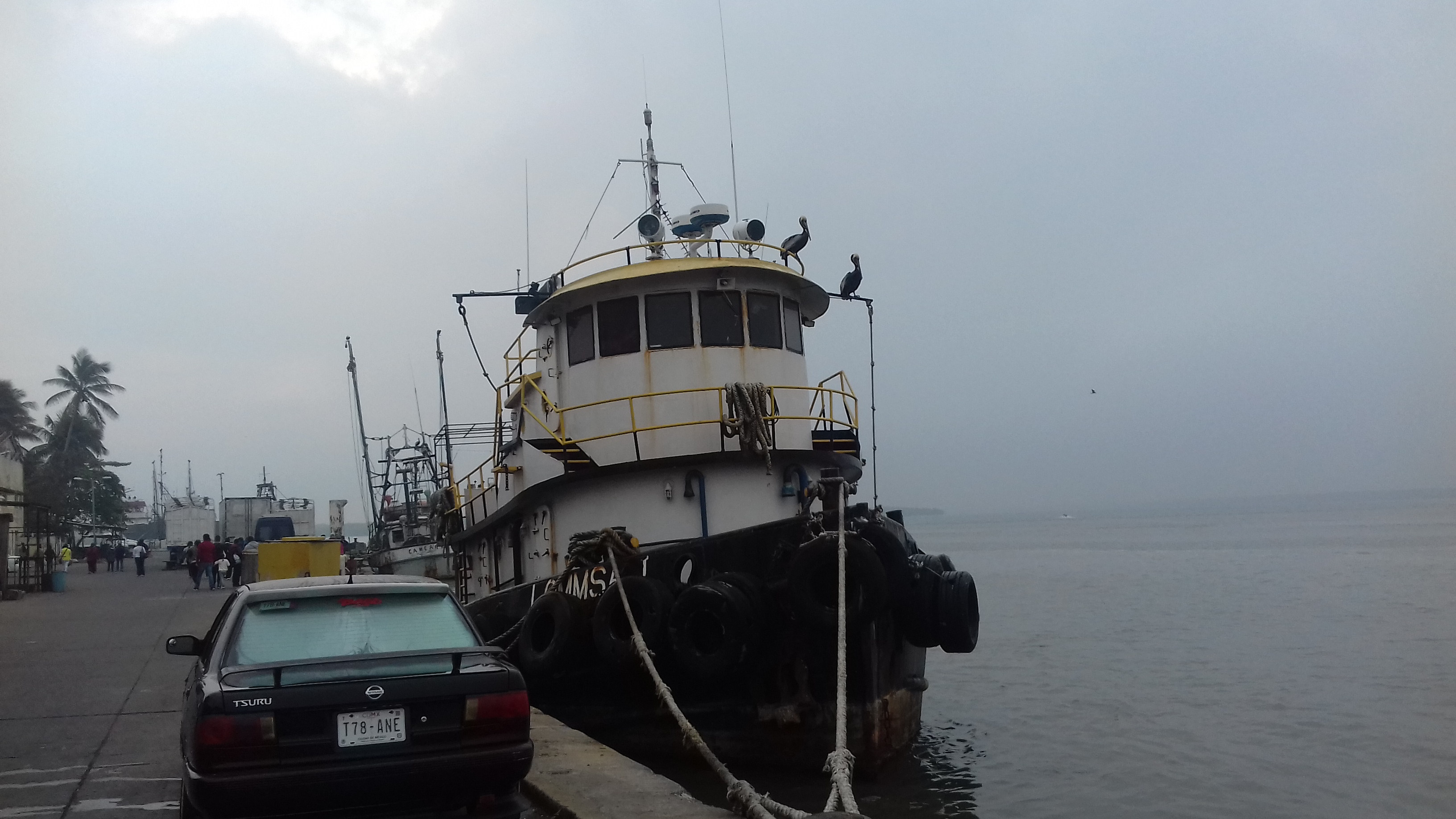
Le port de pêche, dans la lagune d'Alvarado

La ville d'Alvarado est dotée d'un port, situé dans la lagune d'Alvarado, en retrait de la côte. De petites dimensions, celui-ci accueille essentiellement des bateaux de pêche, et sert aussi à leur réparation. Le port est aussi équipé d'espaces frigorifiques, pour la viande, le poisson et les fruits de mer.